# Stanley William Hayter

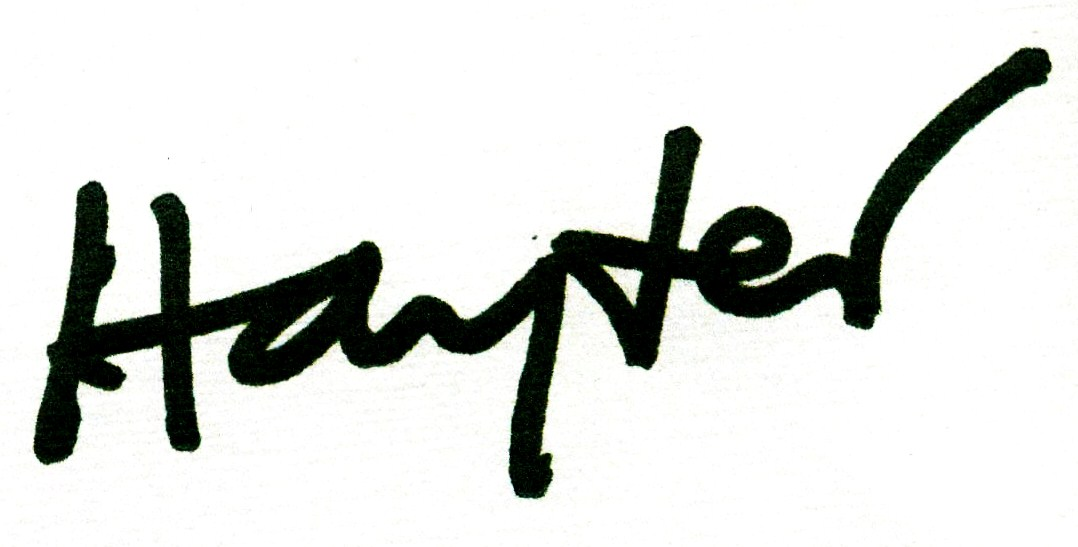
Handtekening van Hayter

Stanley William Hayter (Londen, 27 december 1901 - Parijs, 4 mei 1988) was een Brits kunstenaar en graficus. Hij wordt wel gezien als een van de belangrijkste grafici van de 20e eeuw. In 1927 richtte hij het legendarische Atelier 17 in Parijs op, wat na zijn dood Atelier Contrepoint is gaan heten.

## Carrière
Hayter werd geboren in Londen op 27 december 1901 en was de zoon van een schilder. Hij studeerde aan King's College in Londen. Hij werkte ook een aantal jaren in Iran voor een oliemaatschappij. Toen hij terugkwam in Engeland kreeg hij in zijn bedrijf een expositie van zijn schilderijen en tekeningen die hij had gemaakt terwijl hij in het buitenland verbleef. De expositie was een overweldigend succes en bijna alle werken werden verkocht.
In 1926 vertrok Hayter naar Parijs waar hij enige tijd studeerde aan de Académie Julian. In hetzelfde jaar ontmoette hij de Poolse graficus Józef Hecht die Hayter introduceerde in het gebruik van de burijn bij het maken van kopergravures. Met hulp van Hecht kon Hayter een pers krijgen waarmee hij een printstudio kon beginnen voor ervaren én onervaren kunstenaars. In 1927 begon Hayter de studio en in 1933 verhuisde hij naar No. 17, Rue Campagne-Première, waar het beroemd zou worden als Atelier 17.
Veel verschillende kunstenaars kwamen bij Hayter in Atelier 17 werken. Het ging niet alleen om grote namen zoals Miró, Picasso en Kandinsky, maar ook om minder ervaren kunstenaars uit binnen- en buitenland. Diverse jonge kunstenaars werkten in het Atelier met een beurs van de Franse regering, zoals Cees Kortlang in 1965.
Bij het uitbreken van de Tweede Wereldoorlog verhuisde Stanley William Hayter het atelier naar New York. Grote namen zoals Jackson Pollock en Mark Rothko maakten werk in Atelier 17 New York. Tijdens de oorlog maakte Hayter voor het eerst werk met een methode die hij "simultaneous color printing" noemde. Met deze techniek werd het mogelijk om met verschillende kleuren te werken terwijl er maar één plaat nodig is. Een andere ontwikkeling die voortkwam uit Hayters werkmethoden was het gebruik van een kleur over de gehele plaat terwijl andere kleuren al in de groeven op de plaat waren opgebracht.
In 1950 keerde Hayter samen met zijn Atelier 17 terug naar Parijs. In 1962 publiceerde hij het bekende werk "About Prints".
Naast werk op papier maakte Hayter ook schilderijen. Hij werd geassocieerd met de surrealisten en in de VS met het abstract expressionisme.

## Titels en prijzen
- 1951 - Hayter verkreeg de titel Officer (OBE) in de Orde van het Britse Rijk
- 1951 - Onderscheiding van de Franse regering Legioen van Eer.
- 1958 - Gekozen als representant van Groot-Brittannië voor de Biënnale van Venetië.
- 1967 - Chevalier des Arts et des Lettres bij de Orde van Kunst en Letteren.
- 1968 - Titel van Commander (CBE) in de Orde van het Britse Rijk.

## Persoonlijk leven
Hayter trouwde drie keer: met Edith Fletcher (ontbonden in 1929), met de Amerikaanse beeldhouwster Helen Phillips (ontbonden in 1971), en met de Ierse dichteres en schrijfster Desiree Moorhead, met wie hij in Parijs leefde tot zijn dood in 1988.
Hayter had drie zonen: Patrick uit zijn eerste huwelijk en Augy en Julian uit zijn tweede huwelijk.

## Verwijzingen
1. ↑  Hacker, Peter M.S., Biographical Note on S.W. Hayter. Stanley William Slater website (2002). Geraadpleegd op 18 oktober 2008.
2. ↑  Cohen, David, Stanley William Hayter (British, 1901-1988). Museum of Modern Art (Oxford Art Online) (2007). Geraadpleegd op 18 oktober 2008.
3. ↑  Hayter, Stanley William (1949) New Ways of Gravure
4. ↑  http://www.washingtontimes.com/photos/2009/jun/07/46831/ Washington Times reproduction of "Centauresse," a 1944 series of small prints

- Auckland Art Gallery Toi o Tāmaki: 2254
- Art Gallery of South Australia: 9559
- Biblioteca Nacional de España: XX1018810
- Bibliothèque nationale de France: cb120297615 (data)
- CiNii: DA05588271
- Gemeinsame Normdatei: 118773542
- International Standard Name Identifier: 0000 0001 0892 7204
- KulturNav: 621e4754-5bce-4737-b1a2-171ee6be345e
- Library of Congress Control Number: n50034048
- Musée national d'archéologie, d'histoire et d'art: lkl013033
- National Gallery of Victoria: 1004
- Nationale Bibliotheek van Israël: 987007270797505171
- Nederlandse Thesaurus van Auteursnamen: 070539855
- RKD-Nederlands Instituut voor Kunstgeschiedenis: 36691
- SNAC: w62v332b
- Système universitaire de documentation: 028467590
- Museum of New Zealand Te Papa Tongarewa: 1027
- Trove: 854896
- Union List of Artist Names: 500010689
- Virtual International Authority File: 44313522
- WorldCat: E39PBJtrXMMhpb4jYqtr9Thj4q

## Verder lezen
- Peter Black and Désirée Moorhead, The Prints of Stanley William Hayter: A Complete Catalogue, Mount Kisco, NY: Moyer Bell Limited, 1992.